# FC Café Opera
L'FC Café Opera era una società calcistica svedese con sede a Stoccolma.

## Storia
La fondazione del club avvenne nell'anno 1991 per mano di Alessandro Catenacci, imprenditore nato a Roma ma cresciuto in Svezia, che in principio ricoprì anche il ruolo di giocatore. La denominazione proviene dal nome di un locale notturno di Stoccolma di proprietà dello stesso Catenacci, per l'appunto il Café Opera.
La squadra partì inizialmente dal campionato di Division 8, ma riuscì a scalare rapidamente i vari campionati, tanto da conquistare la promozione in terza serie già al termine della stagione 1996, grazie anche alla fusione con il Djursholm.
Nel 1999 il Café Opera arrivò primo nel suo raggruppamento ma, a causa della riforma dei campionati che snellì la seconda serie in un girone unico, dovette vincere ulteriori spareggi per aggiudicarsi la promozione, tra cui la doppia finale contro il Gefle vinta per la regola dei gol segnata fuori casa (0-0, 2-2).
Alla prima stagione nel campionato cadetto, nel 2000, la formazione bianconera chiuse con un sesto posto: ad essere promossi furono due club blasonati come il Malmö FF di un giovane Ibrahimović e il Djurgården. L'anno successivo arrivò un piazzamento ancora migliore, il quinto posto (che si rivelerà il miglior risultato nella storia del club), seguito da un nuovo sesto posto.
Nel 2002, per sopperire alle difficoltà conseguenti allo scarso interesse da parte di media, tifosi e sponsor, iniziò una collaborazione con l'AIK che portò alcuni giocatori in prestito. Nel 2003 il bianconero Göran Marklund si è laureato capocannoniere del campionato cadetto con 23 reti. Al termine della stagione, la squadra si trasferì dallo Stockholms Olympiastadion al meno capiente Kristinebergs IP. L'ultimo campionato del Café Opera fu quello del 2004, concluso in nona posizione, prima che una fusione con il Väsby IK andò a dare vita a una nuova società, il Väsby United, a sua volta confluito nell'AFC United qualche anno dopo.